# Винко Цоце
Винко Цоце (Трогир, 22. децембар 1954 − Сплит, 27. октобар 2013) био је хрватски певач, тенор.

## Биографија

### Младост
Винко Цоце потиче из једне од најстаријих породица са чиовске стране данашњег Трогира. Према историјским изворима, преци породице Цоце су се овде населили у 16. веку.
Од малих ногу је био под утицајем близине града Трогира и усмеравао га на музику медитеранског склада. Цоцин музички таленат примећен је већ у основној школи. Са 13 година допуњава солфеђо код маестра Маринка Лукаса, часовима кларинета, а са 15 година пева као тенор у вокалном квинтету Мали канти, основаном са циљем да изводи мале музичке форме и 15. и 16. века.

### Клапа Трогир
Након завршене стручне школе ради у трогирском бродоградилишту. Његово интересовање за музику расте, а 1972. године почиње да сарађује са клапом Трогир, са којом остаје до почетка самосталне каријере. Ангажман у клапи почиње као први тенор, а касније се развија у тенор солисту. Кроз хорско певање сарађује са врсним педагозима и музичарима као што су Љубо Стипишић, Јосип Вершић, Едуард Тудор, Силвије Бомбардели, Никола Жличар, Душко Тамбача, Лорис Волтолини, Никола Бубле, Јошко Ћалета и др.
Паралелно са певањем у клапи, Цоце развија свој музички таленат у музичкој школи „Јосип Хаце“ у Сплиту, на одсеку за соло певање код проф. Бранка Ристића. Успешно је завршио школу крајем осамдесетих. Године 1983. примљен је за хорског тенора у професионални мешовити хор ХНК у Сплиту. Тамо је наредних 5 година интензивно и успешно певао комплетан хорски оперски репертоар. Истовремено наставља рад у трогирској цркви. У том периоду Цоце је често певао поједине тенорске деонице у ХНК у Загребу, као асистент у главним тенорским улогама.

### Самостална каријера
Винко Цоце је своју самосталну каријеру започео 1991. године певајући забавну музику. То је, нажалост, довело до прекида сарадње са клапом Трогир, која је делом и због тога престала са радом 1995. године.
После рата почиње да сарађује са Неном Нинчевићем и Јошком Бановом, што је резултирало његовим првим естрадним успехом; Године 1993. Цоце је снимио свој први албум Мирно спавај, ружо моја, који је такође произвео неколико хитова. Те године је освојио и Гран при на Сплитском музичком фестивалу. 1994. године наступа на Дори са песмом „Злато моје“. Ускоро је следила номинација за Порин, за песму „Корица хлеба у вину“. Заиста је добио награду, заједно са Клапом Трогир, као признање за његов рад на пољу неговања и унапређења традиционалног клапско-далматинског певања.
Ови успеси су му обезбедили популарност на националном нивоу.

### Поновно окупљање клапе Трогир
Клапа Трогир се 2002. године поново окупља за 40. годишњицу деловања, што је обележено монографијом „Повратак на почетак“, аутора Станка Геића. Клапа наставља даљу обраду музичких дела из серијала Народно благо града Трогира, под покровитељством КУД-а Коло.
Због успешне соло каријере, Цоце је 2000. године постао члан Хрватске глазбене уније и добио статус слободног уметника. Поред тога, Цоце је стални члан камерног хора Бенедиктинаца и Св. Николе у Трогиру.
У јуну 2003. године у Трогиру је организован самостални концерт "Винко и пријатељи" на којем су наступили и Оливер Драгојевић, Клапа Трогир, Клапа Трагос и као пратња група Делфини.
У августу 2003. Цоце је организовао представљање мање познатих светских тенора, под називом „Прво међународно такмичење младих тенора“, уз медијску пажњу.

### Смрт
Преминуо је 27. октобра 2013. године у КБЦ Сплит око 01.00 сат после вишемесечне борбе са тешким дијабетесом и високим крвним притиском.  

## Награде
- 1993. године – Гран при Сплитског фестивала
- 1998 – Награда Порин за најбољи албум фолклорне музике (заједно са клапом Трогир)
- 2014 – Дискографска награда Порин за животно дело (постхумно) [3]